# شراب ارمنی
شراب‌سازی در ارمنستان (انگلیسی: Armenian wine) در منطقه قفقاز جنوبی یکی از قدیمی‌ترین مناطق تولید شراب در جهان است.
از زمان باستان ارمنستان به خاطر شراب‌سازی مشهور بوده‌است که جایی روش‌های ابتدایی تا عصر حاضر حفظ شده‌است.
اکتشافات باستان‌شناسی که توسط پیاتروفسکی در سده‌های ۱۹ام و ۲۰ میلادی انجام شده‌است تأیید می‌کند که در سده نهم پیش از میلاد محدوده ایروان کنونی منطقه تولید شراب بوده‌است.
تیمی از باستان‌شناسان ارمنی و آمریکایی اعلام کرده‌اند که قدیمی‌ترین خمره تخمیر شراب را در غاری در ارمنستان کشف کردند. این هیئت باستان‌شناسی که مدیر آن هانس برنارد استاد دانشگاه کالیفرنیا، لس‌آنجلس است در گزارشی که در نشریه علم باستان‌شناسان انتشار یافت اعلام نمود که این خمره تقریباً ۶ هزار سال عمر دارد و در کوهستانی در جنوب شرق ارمنستان کشف شد.

## مطالعه بیشتر
- «بهترین شراب های ارمنستان در یک مکان. جشنواره شراب آرنی در دوم اکتبر برگزار می شود». رادیو عمومی ارمنستان.
- «یکی از قدیمی ترین کشورهای شراب سازی در جهان. فوربس در مورد مشکلات شراب سازان ارمنی». رادیو عمومی ارمنستان. ۱ ژوئیه ۲۰۲۱.